# Villa Durazzo Cataldi di Romairone

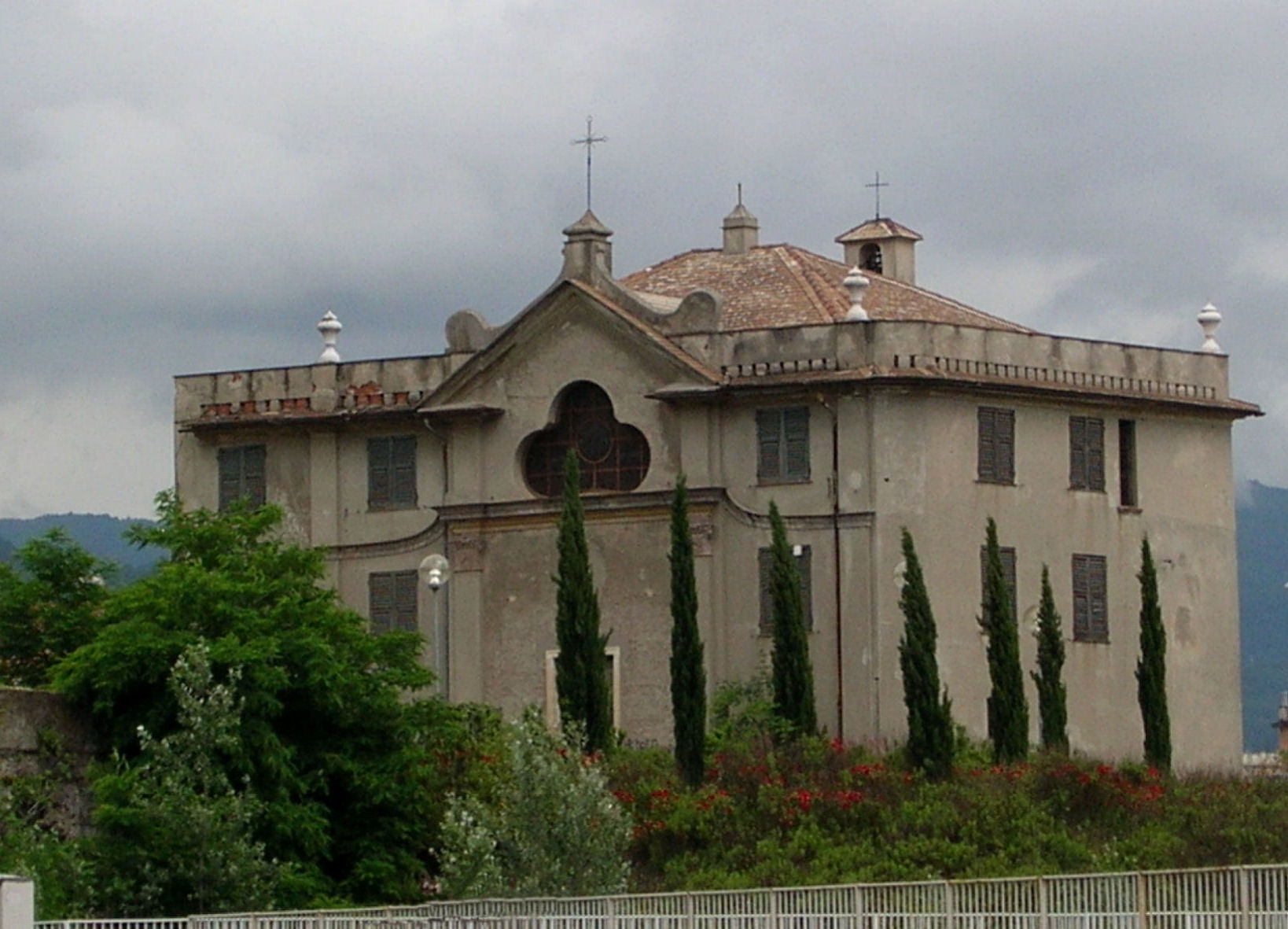
Kapelle der Villa Durazzo Cataldi

Die Villa Durazzo Cataldi di Romairone war eine Villa im Valpolcevera in der Nähe von Genua, die 1962 abgerissen wurde.

## Geschichte
Die Villa im Valpolcevera wurde von Gerolamo Ignazio Durazzo (1676–1747) erbaut, der auch für den Ausbau der Villa Durazzo Faraggiana in Albissola Marina verantwortlich war. Die Mitglieder der Familie Durazzo spielten im Genua des 18. Jahrhunderts eine wichtige kulturelle und politische Rolle und verfügten über ein großes Immobilienvermögen. Die Villa Romairone war eine von mehreren Villen, die die Familie in dieser Zeit in Ligurien errichten ließ.
Im 19. Jahrhundert ging die Villa in den Besitz der Familie Cataldi über. Sie wurde schließlich 1962 abgerissen, um Platz für industrielle Bauten zu schaffen. Heute ist nur noch die zur Villa gehörige Kapelle erhalten.

## Ausstattung
Im Erdgeschoss der Villa befanden sich einzigartige Fresken, die die Erzählung von Bertoldo und Bertoldino zeigten. Sie wurden im 18. Jahrhundert von dem genuesischen Künstler Domenico Parodi (1672–1742) angefertigt und waren die einzige malerische Umsetzung dieses Bildthemas.